# Marmelad
För andra betydelser, se Marmelad (olika betydelser).

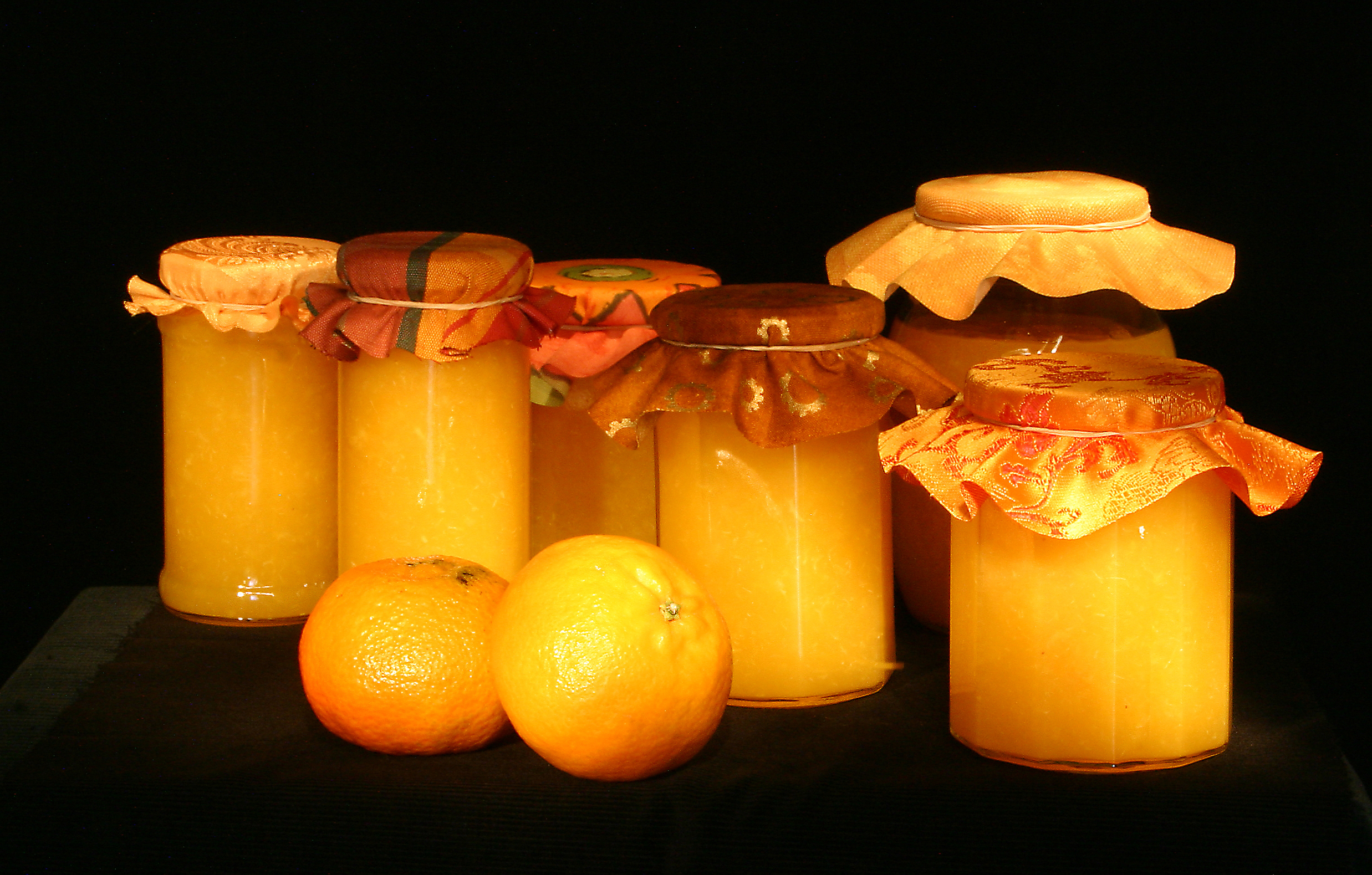
Mandarinmarmelad.

Marmelad (portugisiska: marmelada; efter marmelo, 'kvitten') är en fruktkonserv som framställs av vatten, socker och citrusfrukter. Det förekommer också att sylt och marmelad framställs av helt andra frukter, bär och även av grönsaker, men ingen av dessa åtnjuter en skyddad ställning på det sätt som marmelad av citrusfrukter gör. I de fall där fruktkonserver som inte är gjorda på citrusfrukter får säljas som marmelad kan det istället vara så att man inte gör någon formell åtskillnad mellan sylt och sådan marmelad, som fallet exempelvis är i Sverige.
Marmelad som kokas av citrusfrukter får naturligt en geléaktig konsistens genom det pektin som finns i frukten, och särskilt i koncentrerade mängder i citrusfruktens skal. I det fall andra frukter, bär eller grönsaker skall användas kan det bli nödvändigt att tillsätta pektin för att kunna få en geléaktig konsistens. Sylt och marmelad kokas på samma sätt och när produkten inte är avsedd för försäljning, som vid framställning för husbehov, är det upp till var och en att avgöra vad den färdiga fruktkonserven skall kallas. I Sverige anses det vara en skillnad i konsistens mellan marmelad och sylt, men denna skillnad kan vara liten och det blir då istället användningsområdet som avgör vad som kan kallas marmelad eller sylt. Marmelad äts ofta som pålägg eller till ost, medan sylt bland annat kan användas i maträtter och till desserter.

## Historik

### Bakgrund

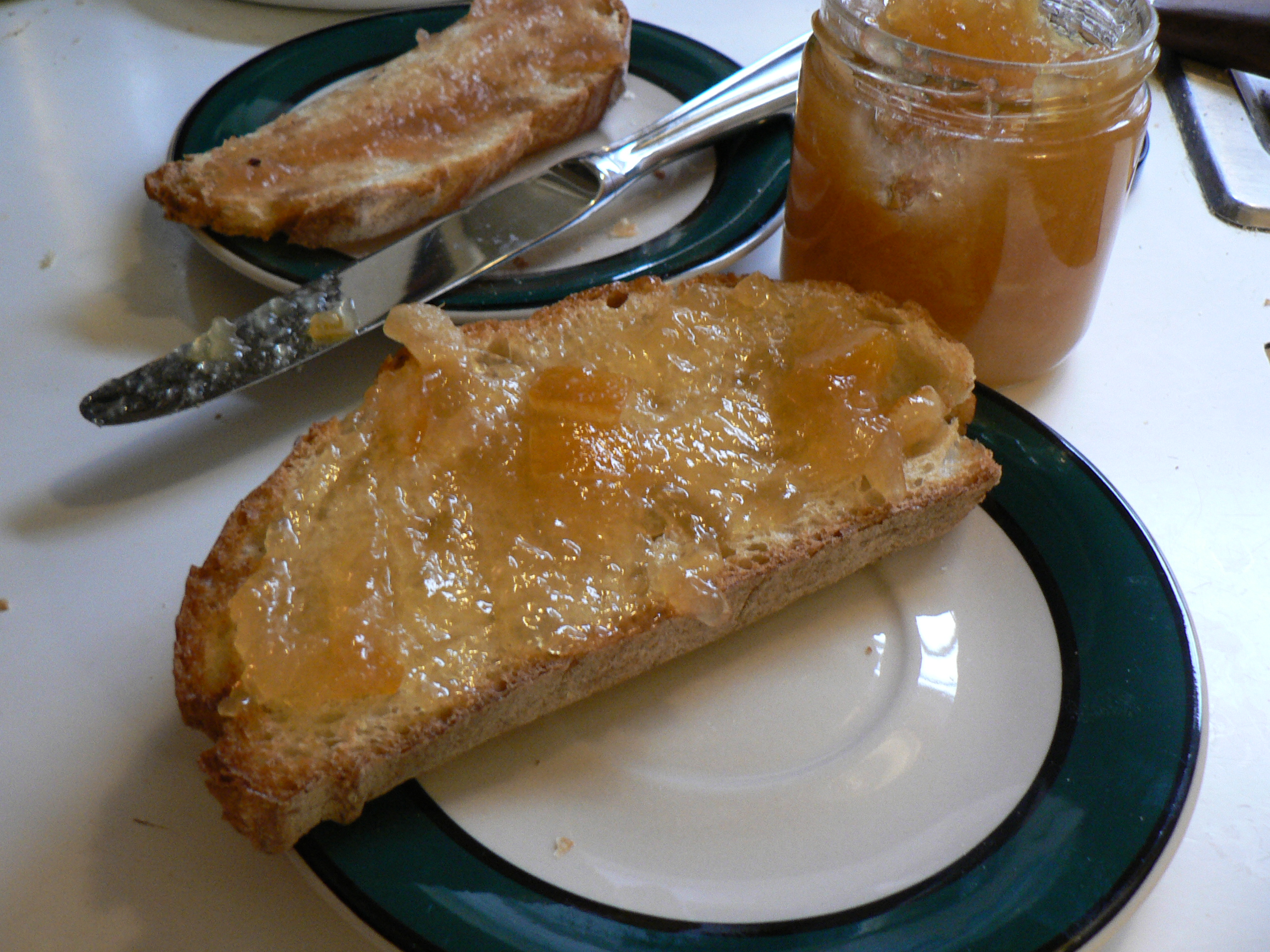
Marmelad utbredd på en skiva bröd.

I Persien har socker länge använts i matlagning. Det användes vid ristillagning, med saffran och i många olika maträtter. Med tiden tillkom fruktsiraper och konserver med hjälp av sockret. Förkärleken till socker i matlagning spreds sedan vidare till andra delar av världen, främst till Medelhavet och därigenom Europa. Trots att marmelad har tillverkats länge i området saknas äldre recept på marmelad, till exempel i en av Persiens äldsta kända kokböcker från 1226. Den första marmeladen gjordes förmodligen av kvittenfrukter som konserverades med socker. Referenser till ett sådant recept återfinns i fransmannen M. Rodinsons sammanfattning av verket "Wuşla ilā l'habīb" från 1200-talet. Denna kokbok har dock enbart sammanfattas, och en fullständig översättning finns ej.
Morerna skall ha lärt portugiser (vars namn på kvittenfrukt är marmelo) att äta "marmelada" under 1500-talet. Det verkar således som att marmeladens ursprung går att finna i Mellanöstern och att den därifrån kom till Portugal. Det fanns dock liknande konserver även i Europa. I en fransk kokbok från 1394 finns ett recept där kvittenfrukter skalas och kokas i rött vin och därefter honung, samt därefter skivas, kyls och hälls upp i burkar. Ett liknande recept finns från 1400-talets Venedig. Även i Storbritannien finns ett liknande recept, men där ölvört användes istället för vin. Dessa engelska recept kan återfinnas idag. Rätten började successivt tillagas med socker istället för honung under 1440-talet. Den engelska konserven blev allt mer lik den portugisiska marmeladan. Det var förmodligen med portugisiska influenser socker började användas istället för honung. 1562 publiceras ett av de första recepten på marmelad på engelska. Vid den här tiden var all marmelad hård och skivbar.

### Den portugisiska marmeladens spridning

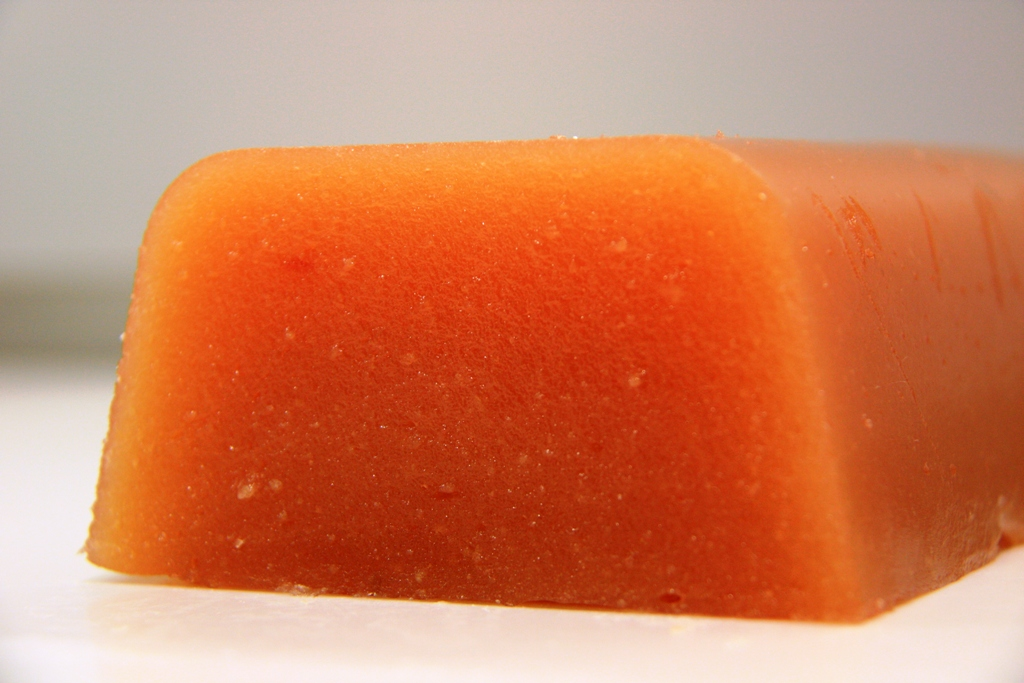
Spansk kvittenpastej.

De första beläggen på att marmelad förtärts i Storbritannien kommer från 1480, när importen blev så stor att den började bokföras i hamnarna. Från Frankrike är det första belägget från 1573. All marmelad importerades förmodligen ifrån Portugal, och fick då namn efter det portugisiska ordet marmelada. 1495 anlände flera fartyg med marmelad, alla från Portugal, utom ett som kom från Baskien. Priset sjönk gradvis, och fler länder, som Spanien och Italien, började också exportera varan, även om priset framåt slutet av 1500-talet steg något igen. Marmeladen var vid denna tid söt, och smaksatt med exempelvis muskot och rosenvatten. Den användes både för medicinska syften och för att ätas, samt var en populär vara att ge bort som gåva. Den ansågs stärka magen och hjälpa matsmältningen av kött.
1524 skall Henrik VII ha fått en ask med marmelad som gåva, och denna gåva tros ha varit den ursprungliga kvittenvarianten. Marmeladen började göras fastare så att den gick att dela, och denna variant kom i Spanien samt andra medelhavsländer att kallas "membrillo". Varianten, gjord på kvitten, förekommer i sydeuropeiska länder än idag. På grund av fastheten användes ofta formar för att torka den, en kvarleva från den marmeladliknande vara som tillverkades i Storbritannien innan marmeladen. Under 1600-talet uppkom allt fler recept på marmelad, och man gjorde den ofta i hushållen. Maria Stuart sägs ha gillat livsmedlet. 1561 skall hon ha fått marmelad för att råda bot på sjösjuka, alternativt sjukdom på land varpå hon skall ha svarat "Marmalade pour Marie malade" eller "Marmalade pour ma maladie", varför några felaktigt tillskriver henne införandet av marmelad i Storbritannien.
Till en början tillverkades marmeladen genom att med en mortel stöta mjuka frukter, såsom plommon och aprikoser, till en mjuk massa. Den första gången man med säkerhet vet att marmelad kom till Sverige var under mitten av 1500-talet, vilket finns dokumenterat i tullböcker.

### Modern marmelad
James Keiller lyckades i slutet av 1700-talet i den skotska staden Dundee komma över last med pomeranser från den spanska staden Sevilla. När han inte lyckades sälja den sura citrusfrukten vidare tog hans hustru Janet Keiller över och konserverade de hela frukterna inklusive skalet, som strimlades. Det familjen Keiller gjorde var att standardisera ett traditionellt skotskt syltrecept genom att använda citrusfrukter och lansera produkten kommersiellt. Keillers marmeladfabrik grundades 1797 och varan, som blev känd som Keiller's marmalade eller Dundee marmalade, spred sig. Under 1870-talet exporterades marmelad från Dundee till brittiska kolonier som Australien, Nya Zeeland, Sydafrika, Indien men även till Kina och fortfarande idag finns det en stor fabrik kvar i Dundee.
Brittiska flottan började från 1795 att ge dagsransoner av citronjuice och färsk frukt för att bekämpa skörbjugg ombord på sina fartyg. Genom industrialiseringen blev marmelad en produkt som var lätt att tillgå och kunde ersätta färsk frukt vid långresor till havs.

## Etymologi
Enligt språkvetaren Bo Bergman är begreppets ursprung portugisiskt. Ordet kommer från portugisiskans benämning på kvittenfrukten, marmelo, av vilken man tillverkar marmelada, "kvittensylt".
Ett antal andra rykten angående ordets ursprung har dock florerat, såsom att det skulle komma från en förvrängning av franskans Marie est malade (Marie är sjuk), som då skulle åsyfta Maria Stuart, drottningen av Skottland. Hennes kock skulle ha uttryckt denna mening vid tillagandet av en sötsak som Marie gillade. En annan teori påstår att ordet härrör från mer malade på samma språk. Mer malade skulle enligt denna teori översättas med sjösjuka, en åkomma som har behandlats med en kompott på citrusfrukter. Sjösjuka heter dock mal de mer på franska, och inte mer malade som istället betyder "sjukt hav".
Marmelad, definierat enligt det gällande EU-direktivet om sylt, gelé och marmelad, kallas i Sverige även för citrusmarmelad eller engelsk marmelad. Det engelska ordet "marmalade" betecknar det som i Sverige kallas citrusmarmelad, och framställts ofta på pomeranser vilka naturligt innehåller höga halter av pektin som ger en fast konsistens men som också ger anrättningen en bitter smak. Spanskans  "mermelada" kan dock beteckna i stort sett vilken typ som helst av inlagda eller konserverade frukter eller grönsaker.

## Tillverkning

### Europa

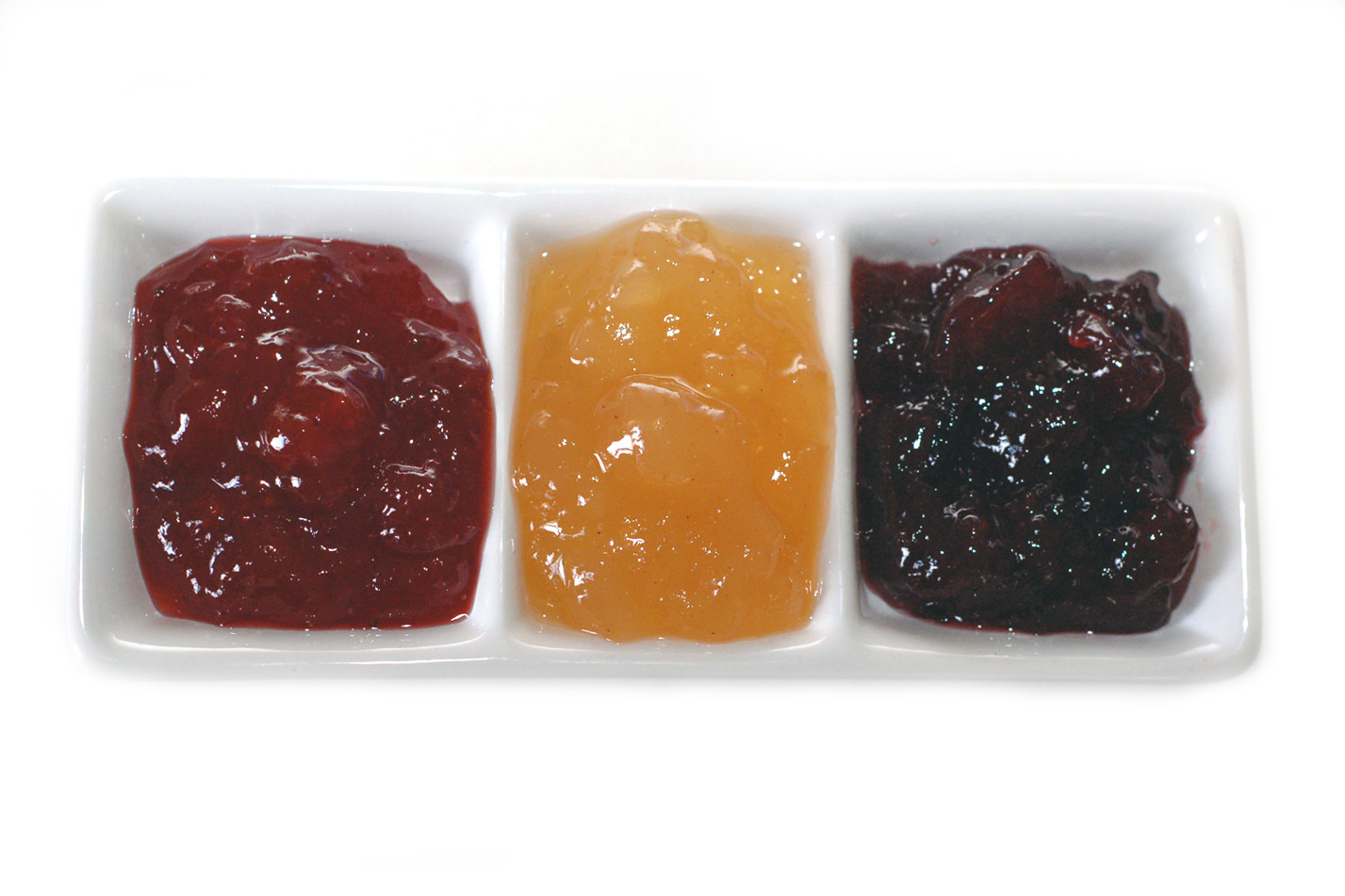
I Sverige tillämpas ett nationellt undantag från gällande EU-direktiv som ger möjlighet att tillverka och sälja marmelad av exempelvis jordgubbar, kvitten och plommon.

Vid tillverkning av marmelad inom Europeiska ekonomiska samarbetsområdet får man enligt EU-direktiv använda fruktkött, puré, juice, vattenextrakt och skal från citrusfrukter. Om flera olika sorters citrusfrukter använts skall det finnas uppgifter om vilka, med den frukt som utgör störst andel av varans vikt först och därefter de andra i fallande ordning. Om fler än tre sorter ingår får benämningen blandad frukt användas. Frukthalten skall anges enligt formen "fruktmängd: .. g per 100 g", och enligt samma form sockerhalten. Varje kilogram färdig produkt skall innehålla minst 200 gram frukt, av vilket 75 gram skall vara skalad frukt. Om marmeladen ej innehåller några olösliga ämnen, undantaget fina skal i små kvantiteter, får termen gelémarmelad användas.
Frukten måste vara färsk, ej skadad, tillräckligt mogen samt ha alla ursprungliga beståndsdelar efter adekvat rengöring. Fruktköttet avser den delen av frukten som går att äta, emellanåt utan skal och kärnor. Den får ej vara mosad, utan bara skivad eller krossad. Med fruktpuré åsyftas genom passering eller på annat sätt mosad frukt, utan skal eller kärnor om så krävs. Vattenextrakt är det vatten som efter framställning innehåller alla de delar av frukten som är vattenlösliga.
De sockerarter som får användas är, förutom de som är definierade enligt EU-direktiv 2001/111, fruktossirap, socker extraherat från frukt samt brunt socker. Allt utom sockret får upphettas, kylas och frysas, frystorkas, koncentreras samt tillsättas alla E-nummer mellan 220 och 227 så länge den maximala gränsen ej överskrids.

#### Sverige
Enligt svensk tradition kan man koka marmelad inte bara på citrusfrukter, utan även på andra sorters frukter och även på bär. För att det skall vara möjligt att sälja marmelad framställt på andra råvaror än citrusfrukter kommersiellt har Sverige ett nationellt undantag från det EU-direktiv som gäller för EES-länderna. Detta har implementerats genom att Livsmedelsverket i sina föreskrifter om sylt, gelé och marmelad har skilda definitioner för "(citrus)marmelad" och för "sylt och marmelad". Detta innebär att man vid framställning av citrusmarmelad måste följa samma regler som gäller för "marmelad" inom EES-länderna, men att det som enligt EU-direktivet definieras som "sylt" i Sverige även får säljas som marmelad. Det finns också en variant av sylt och marmelad som i Sverige får säljas som "extra marmelad" framställd från icke-koncentrerat fruktkött. Denna implementering innebär också att det inom reglerna för "sylt och marmelad" gäller särskilda villkor för sylt framställd av citrusfrukt.
| Tillämpningsområde | Status                                                      | Marmelad (2001/113/EG) | Sylt (2001/113/EG) |
| ------------------ | ----------------------------------------------------------- | --- | --- |
| EES-länderna       | Gemensamma regler enligt EU-direktiv (2001/113/EG)          | "Marmelad är en blandning som fått en lämplig geléartad konsistens och som består av vatten, olika former av socker och en eller flera av följande produkter som framställts av citrusfrukter: fruktkött, puré, juice, vattenextrakt och skal."         | "Sylt är en blandning som fått en lämplig geléartad konsistens och som består av olika former av socker, fruktkött och/eller puré från en eller flera fruktsorter samt vatten. Sylt av citrusfrukt kan dock beredas av hel frukt skuren i strimlor och/eller skivor."                                                                     |
| Sverige            | Nationell föreskrift från Livsmedelsverket (LIVSFS 2003:17) | "(Citrus)marmelad är en blandning som fått en lämplig geléartad konsistens och som består av vatten, olika former av socker och en eller flera av följande produkter som framställts av citrusfrukter: fruktkött, puré, juice, vattenextrakt och skal." | Sylt och marmelad är en blandning som fått en lämplig geléartad konsistens och som består av olika former av socker, vatten och fruktkött och/eller puré från en eller flera fruktsorter, i fråga om marmelad dock inte från citrusfrukter. Sylt av citrusfrukt får dock beredas av hel frukt som är skuren i strimlor och/eller skivor." |

### Hushåll

#### Historisk framställning
Historiskt sett har fruktkonserver av kvitten och andra frukter tillverkats länge i hushåll, men den moderna citrusmarmeladen uppstod och spreds som en industriprodukt. Marmelad har tillverkats längre i hushåll än i industri. Vid hushållstillverkning används en mängd olika frukter. Historiskt sett har det varit mycket viktigt med högkvalitativa frukter, och på grund av olika gifter och dylikt, noggrann rengöring och rensning. För att bibehålla smak och färg har olika metoder arbetats fram, såsom det förr var brukligt att mosa frukten och koka den, för att därefter tillsätta socker. Emellanåt lades frukten i kokande sockerlag, eftersom sockret då tar upp mindre av fruktens lukt och smak. Det medför att temperaturen blir högre än vad som behövs, varför vattenånga drivs ut från frukten, vilket även förtar en del av smaken och lukten.
Om man använder högkvalitativa och fullmogna frukter krävs en mindre sockermängd. Vid tillverkning av marmelad på aprikoser, plommon och körsbär används ibland dess kärnor för att ge mer smak. Dessa bör dock tillsättas marmeladen när den är nästan helt färdig. I annat fall kan kärnorna få marmeladen att jäsa eller mögla. Om man i sylten tillsätter små mängder kokta äpplen ökar dess fasthet. 
När marmeladen är klar brukar den slås i burkar medan den fortfarande är varm, vilket får en hinna att bildas, som ökar hållbarheten. Även burkarna måste vara varma för att inte spricka. Det underlättar för avdunstningen om en låg och vid kastrull används vid framställningen. Det medför att ångan som uppstår lättare avdunstar.
Ett i hushållet vanligt sätt att testa om marmeladen är klar är att droppa marmelad på en tenntallrik, det så kallade marmeladprovet. Om den går att fåra med en kniv är den klar. För att få marmeladen att stelna bättre har tillsatser som agar-agar, ett gelatinerande ämne, använts sedan länge. Agar-agar extraheras från rödalger från Indiska oceanen, och har medfört att frukter med sämre kvalitet kan användas och ändå uppnå samma stelhetsgrad. För att dölja sämre fruktkvalitet har fruktessenser och parfymering historiskt använts, ett bruk som kritiseras i Handbok i varukännedom för alla.

#### Modern framställning
Grunden i tillverkning av marmelad är att koka frukt tillsammans med ungefär samma viktmängd socker, som används som konserveringsmedel och smaksättare. På grund av frukternas pektininnehåll stelnar marmeladen. Samma effekt har askorbinsyra och citronsyra, som även bevarar färgen och ändrar smaken. Emellanåt används substitut till fruktens fruktsyra såsom svavelsyra, fosforsyra och saltsyra. Gelatin och potatismjöl är andra exempel på ämnen som emellanåt tillsätts marmeladen, liksom druvsocker sötat med sackarin (som då används som ett substitut till rörsocker) samt salicylsyra som konserveringsmedel.

## Användning och varianter

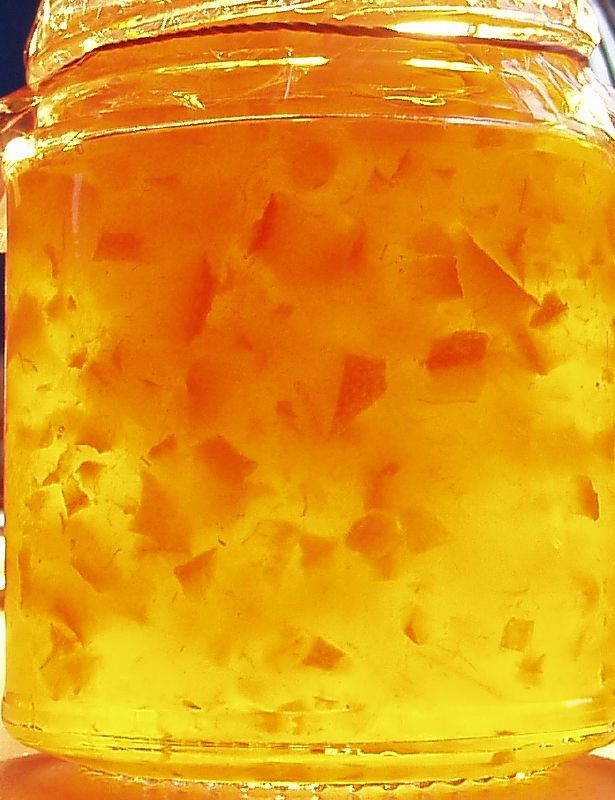
Pomeransmarmelad, ett vanligt tillbehör vid en engelsk frukost.

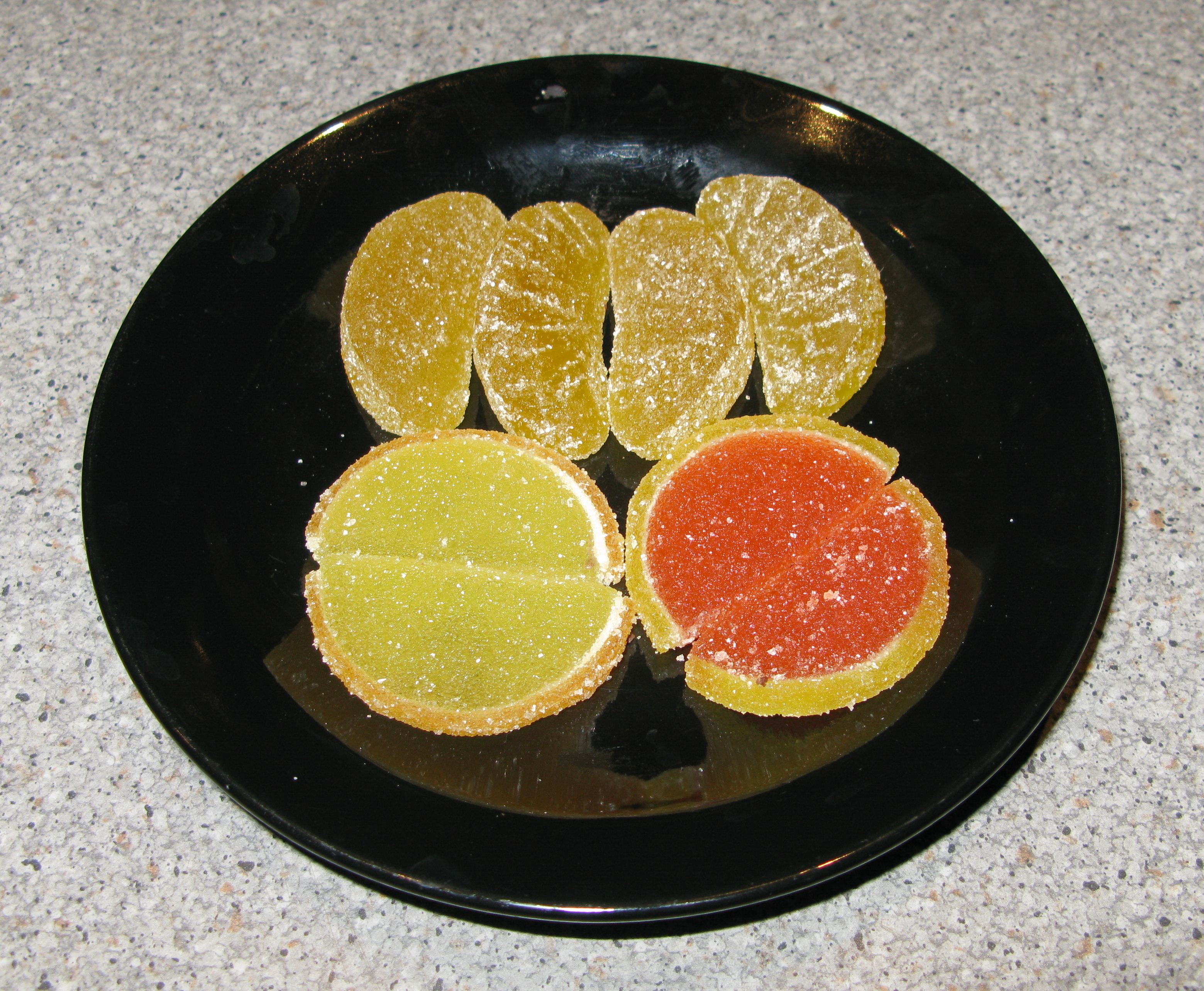
Rysk marmelad formade som citrusklyftor.

### Sverige och övriga Norden
Marmelad äts ofta på rostat bröd, kex eller skorpor, samt eftersom de är fastare än sylter, som fyllning till tårtor och andra bakverk.  Eftersom man enligt svenska traditioner kan tillverka både sylt och marmelad på vissa frukter blir det nödvändigt att skilja dem åt på något annat sätt än råvaran, exempelvis genom konsistens eller användningsområde.  Marmelad anses har tjockare konsistens än sylt. Marmelad som görs på citrusfrukter kan ofta ha en bitter eller syrlig smak, medan frukt- och bärmarmelad mer ofta har en söt smak. En fastare marmelad kallas pasta, och görs på äpple, päron eller vissa bär.
I Sverige skall marmelad framställd av citrusfrukt vara namngiven efter den citrussort som använts, vilket ger ordbildningar såsom apelsinmarmelad, citronmarmelad, pomeransmarmelad och så vidare. I Finland gäller istället omvänt att marmelad som är framställd av någon annan råvara än citrusfrukter ska vara namngiven efter den frukt, det bär eller den grönsak som använts, vilket ger ordbildningar såsom björnbärsmarmelad och tomatmarmelad. Danska nationella regler skiljer på citrusmarmelad och annan marmelad på samma sätt som svenska Livsmedelsverkets föreskrifter gör, men det som i Sverige kallas "sylt och marmelad" kallas i Danmark endast "marmelade". Danska regler har istället högre krav på fruktinnehåll i sylt (danska: syltetøj).

### Engelsk marmelad
Till en engelsk frukost hör ofta rostat bröd med en klick pomeransmarmelad (engelska: Seville Orange Marmalade), men även andra citrusmarmelader är vanliga. På grund av stora prisökningar på socker under 2009 ökade även de brittiska konsumentpriserna på marmelad och sylt, vilket ledde till minskad försäljning. I flera recept från Skottland förekommer marmelad, såsom exempelvis i marmeladtårtor. Den senaste tiden har andra användningsområden som marmeladglass, -tårtor och -puddingar tillkommit. Det finns recept med marmelad som glasyr till skinka, ytterlår, lamm eller kyckling.
Sylt på ingefära eller annan sylt där man tillsatt juice från pressade citroner kallas ibland också marmelad på grund av sin bittersyrliga smak.

### Rysk marmelad
Rysk marmelad är marmelad som är så kompakt och fast att den är formbar. Formen är ofta rektangulära bitar som är beströdda med socker, ofta florsocker. Den ryska marmeladen är i regel dyrare och mer eftertraktad än vanlig marmelad, men möjlig att tillverka hemma. De görs ofta på äpple eller plommon, med skalet kvar, och kokas i vatten till mos samt silas eller trycks genom en så kallad passeringsmaskin. För varje kilogram passerat fruktmos tillsätts mellan 400 och 500 gram socker, varefter blandningen kokas upp igen och kan smaksättas med exempelvis vanilj eller citronsyra. Massan torkas i ugn i så kallade torkollor och när den är tillräckligt fast skärs den i bitar som rullas i flor- eller kristallsocker.